# Brzeziny (district)
Brzeziny (powiat brzeziński) is een Pools district (powiat) in de woiwodschap Łódź. Het district heeft een oppervlakte van 358,51 km² en telt 30.945 inwoners (2014). Brzeziny is de enige stad in het district.
Stadsdistricten:
Łódź · Piotrków Trybunalski · Skierniewice

Districten:
Bełchatów · Brzeziny · Kutno · Łask · Łęczyca · Łowicz · Łódź Oost · Opoczno · Pabianice · Pajęczno · Piotrków · Poddębice · Radomsko · Rawa · Sieradz · Skierniewice · Tomaszów Mazowiecki · Wieluń · Wieruszów · Zduńska Wola · Zgierz